# Schwende (Herdwangen-Schönach)
Schwende ist ein Dorf in der Gemeinde Herdwangen-Schönach und die südlichste Ortschaft im Landkreis Sigmaringen in Baden-Württemberg.

## Geographie
Schwende liegt am Rand des Waldgebiets Waldhof südöstlich des Teilorts Herdwangen, auf den es auch kirchlich und schulisch orientiert ist.

## Geschichte
Der Ortsname, erstmals als 1201 als Swendi erwähnt, kennzeichnet den Ort als Rodungssiedlung.
Schwende gehörte ursprünglich den Herren von Bodman, wurde aber 1253 dem Kloster Petershausen überlassen. Ein herrschaftlicher Kelhof des Klosters Petershausen wird 1359 erwähnt. An diesem Hof wurde das Ortsgericht ausgeübt. Im Bauernkrieg sind mehrere Einwohner des kleinen Ortes wegen der Weigerung, gegen aufständische Bauern zu kämpfen, und wegen Anstiftung zur Meuterei hingerichtet worden. So wurde Jacob Forster aus Schwende gleich in Sernatingen (heute Ludwigshafen) hingerichtet und zwei weitere Schwendener, Jörg Hahn und Hans Kum, zu Folter und Tod in Überlingen verurteilt.
Schwende gehörte zur Herrschaft Herdwangen des Klosters Petershausen und kam nach der Säkularisation wie der übrige Petershauser Besitz zum Großherzogtum Baden. Innerhalb der Samtgemeinde Herdwangen eine eigene Ortsgemeinde, wehrte sich Schwende bis zuletzt geschlossen gegen den Verlust der Selbständigkeit, bis 1924 vom Bezirksamt die Eingemeindung nach Herdwangen verfügt wurde.
Zusammen mit Herdwangen kam der Ort dann in der Gemeindereform 1974 zur Gemeinde Herdwangen-Schönach.

## Sehenswürdigkeiten

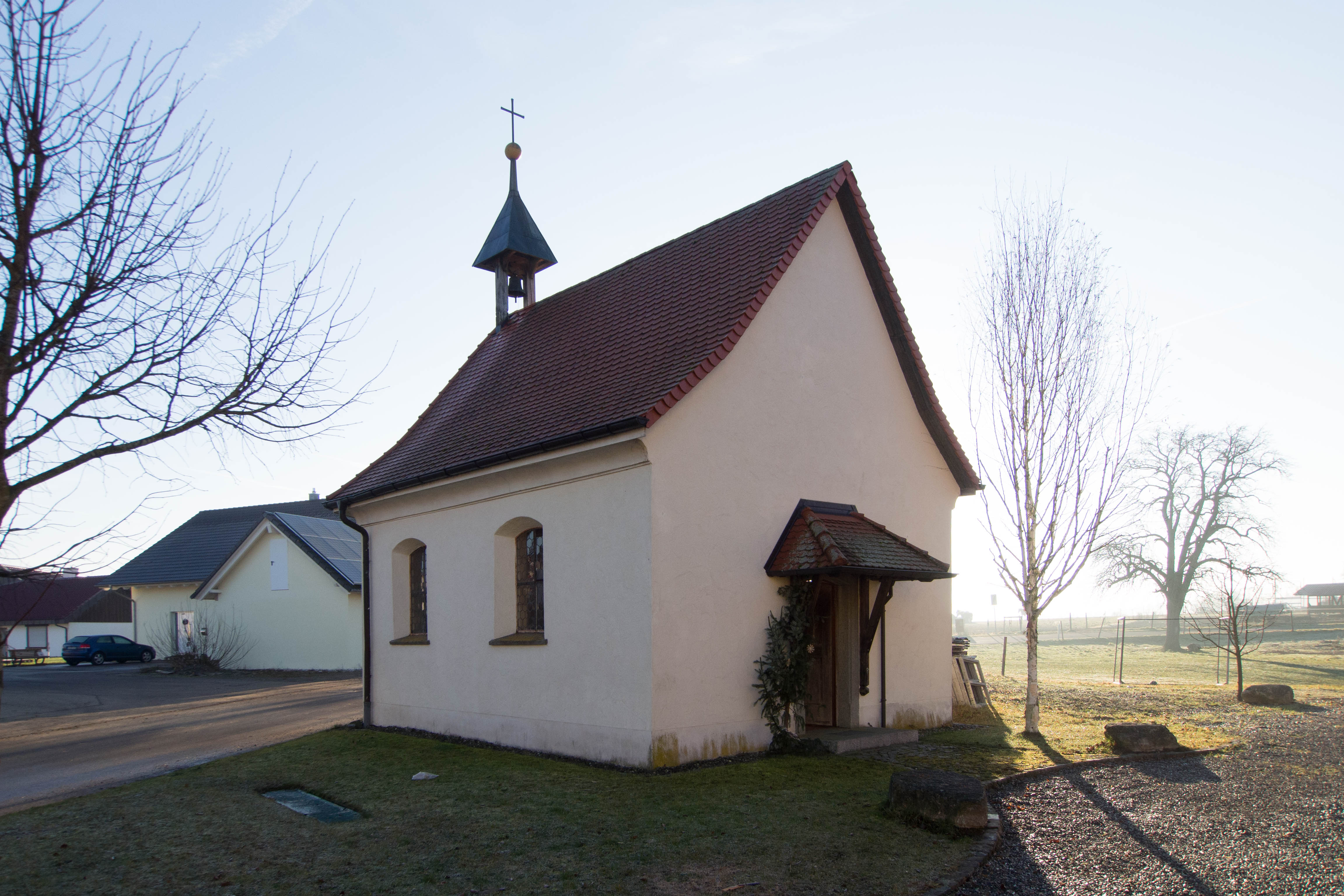
St. Sebastian

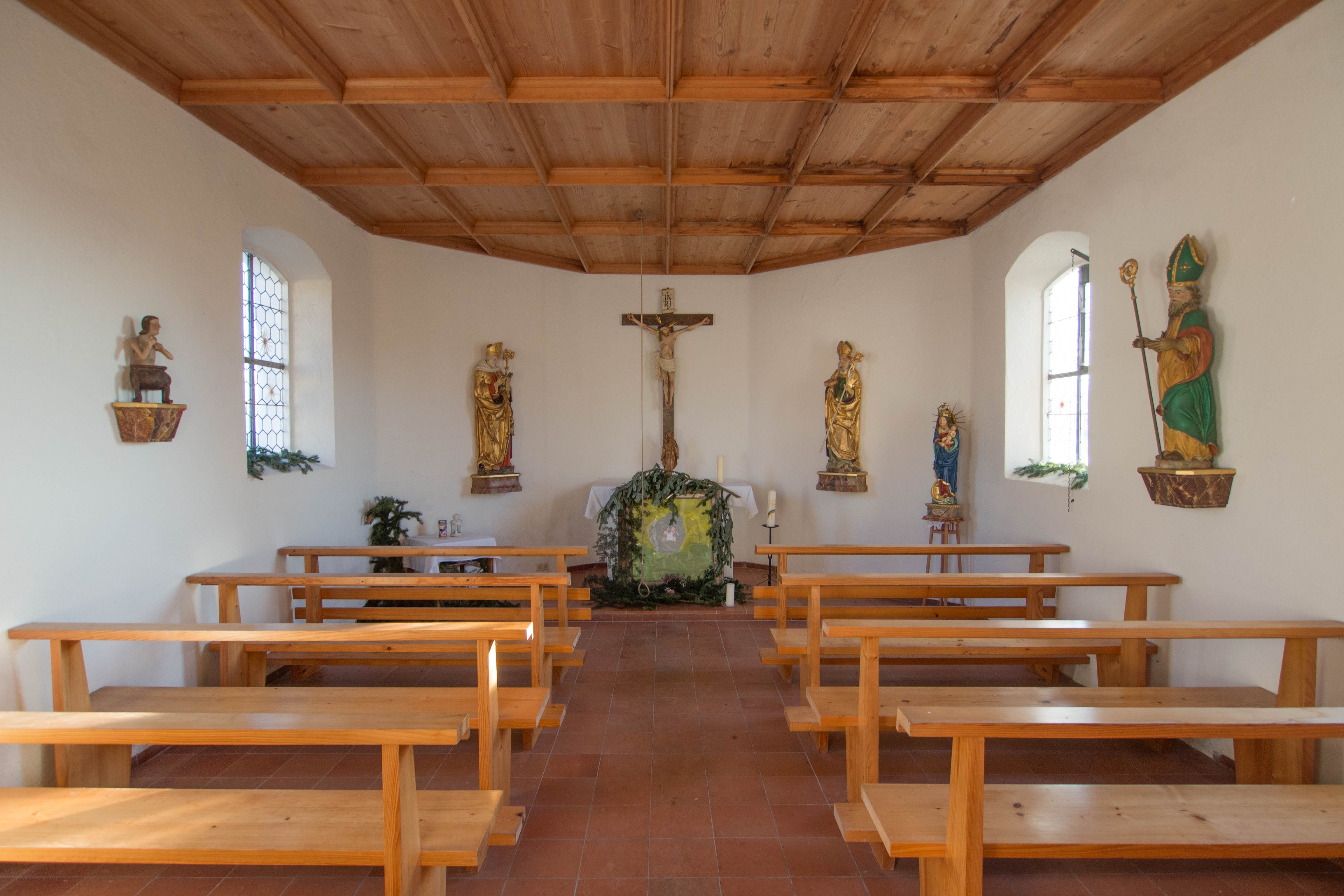
St. Sebastian, Innenansicht

- Kapelle St. Sebastian aus dem 18. Jahrhundert